# Eoin O’Duffy

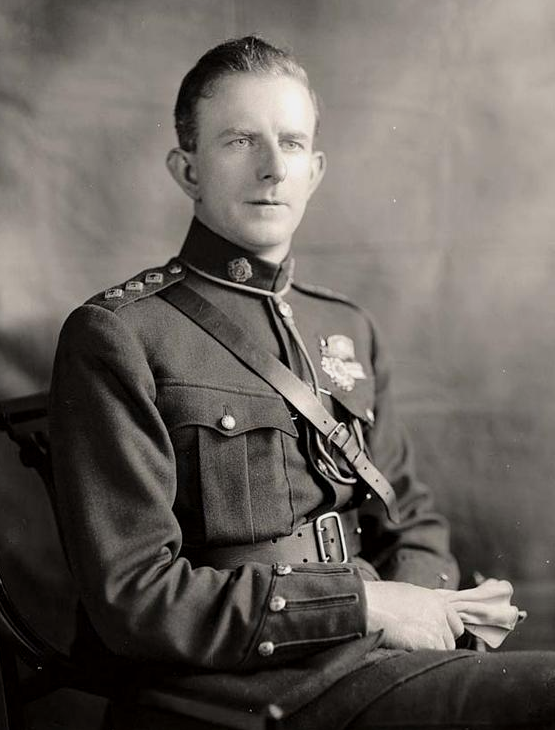
Eoin O’Duffy (1922)

General Eoin O’Duffy (irisch Eoin Ó Dubhthaigh, * 20. Oktober 1892 im irischen County Monaghan; † 30. November 1944 in Dublin) war Mitglied des Dáil Éireann, der unteren Kammer des irischen Parlaments, Anführer der Irish Republican Army, Bevollmächtigter der Garda Síochána, Anführer der Army Comrades Association (Blueshirts), erster Parteichef der Fine Gael und schließlich Kommandeur der irischen Brigade, die im spanischen Bürgerkrieg im Jahr 1937 für insgesamt sechs Monate auf nationalspanischer Seite kämpfte. Er selbst nannte sich einst den „drittwichtigsten Menschen in Europa“, nach den faschistischen Diktatoren Adolf Hitler und Benito Mussolini.

## Leben
Eoin O’Duffy wurde als Owen O’Duffy im Örtchen Lough Egish in der Nähe von Castleblayney im County Monaghan geboren. Er machte eine Ausbildung zum Ingenieur in Wexford und arbeitete anschließend als Ingenieur und Architekt in Monaghan. Zudem war er führendes Mitglied der Gaelic Athletic Association in Ulster.

### Unabhängigkeitskrieg
Bereits 1917 trat O’Duffy der Irish Republican Army bei und nahm aktiv am Irischen Unabhängigkeitskrieg teil. So war er im Februar 1920 an der Besetzung einer Kaserne der Royal Irish Constabulary durch die IRA in Ballytrain in der Nähe seiner Heimat beteiligt. Obwohl er einige Male gefangen genommen wurde, gelang es ihm bereits 1921, zum Direktor der Armee der IRA aufzusteigen. Doch bereits im Mai desselben Jahres wechselte er als Abgesandter seiner Heimatregion in das Parlament der Republik Irland. Aber schon im Januar 1922 ersetzte er wiederum Richard Mulcahy an der Spitze der IRA. Zu diesem Zeitpunkt war er europaweit der jüngste Mann, der jemals zum General befördert wurde. Diese Ehre musste er allerdings schon wenige Jahre später wieder an Francisco Franco abtreten.

### Irischer Bürgerkrieg
Im Jahr 1921 unterstützte O’Duffy den anglo-irischen-Vertrag, der die Schaffung eines irischen Freistaates unter konstitutioneller Anbindung an Großbritannien vorsah. Im irischen Bürgerkrieg, der zwischen Befürwortern und Gegnern des Vertrages ausgefochten wurde, kämpfte O’Duffy auf Seiten der regulären irischen Truppen. Er eroberte die Stadt Limerick im Juli 1922, wurde dann allerdings in der Schlacht von Kilmallock südlich der Stadt gestoppt.

### Polizeibevollmächtigter
Nach der Schaffung des irischen Freistaates 1922 wurde O’Duffy Bevollmächtigter für die Garda Síochána, die irische Nationalpolizei. Der General erhielt dabei viel Anerkennung für die Schaffung einer weithin respektierten und unpolitischen Polizei.
Nach dem Regierungswechsel infolge der irischen Wahlen 1933 wurde er durch Ministerpräsident Éamon de Valera von seinem Posten abberufen. Offiziell begründet wurde dies damit, dass O’Duffy aufgrund des Konfliktes im irischen Bürgerkrieg gegenüber der neuen Regierung nicht neutral auftreten könne. Es wird allerdings vermutet, dass diese Entscheidung auch damit zusammenhing, dass O’Duffy ein Jahr zuvor den damaligen Premierminister William Thomas Cosgrave gedrängt haben soll, sich mit militärischen Mitteln an der Macht zu halten. O’Duffy wurde eine vergleichbare Stelle im öffentlichen Dienst angeboten, er lehnte dies aber ab.
Der in der Vorgängerregierung involvierte irische Politiker Ernest Blythe gab später bekannt, dass O’Duffy auch ohne den Regierungswechsel seinen Job verloren hätte, da auch die zuvor amtierende Regierung von O’Duffys Putschplänen alarmiert war.

### Blueshirts und Fine Gael
Nach seinem Ausscheiden aus dem Polizeidienst übernahm O’Duffy die Führung der Army Comrades Association (Blueshirts) und benannte sie in National Guard (Nationalgarde) um. 1933 wurde die Organisation aber verboten. Als Reaktion auf das Verbot vereinigten sich die National Centre Party und Cumann na nGaedheal zu einer neuen politischen Partei und am 3. September 1933 wurde Fine Gael gegründet. O’Duffy wurde ihr erster Präsident. Die einstige National Guard wurde in Young Ireland Association (Cumann Óige na hÉireann) umbenannt und wurde zum Jugendflügel der Partei. Im September 1934 wurde er beim einjährigen Parteitreffen jedoch zum Rücktritt gedrängt, da er sich als schwacher Anführer der neuen Partei herausstellte. Sein Nachfolger wurde William Thomas Cosgrave.

### Greenshirts
Bereits bei den Blueshirts wandte sich O’Duffy immer stärker faschistischen Ideen und Symbolen zu. Er gründete 1935 die deutlich faschistisch ausgerichtete National Corporate Party (NCP, Páirtí Náisiúnta Corparáidíoch), deren Mitglieder Greenshirts genannt wurden. Ihr folgten jedoch nur wenige der ehemaligen Blueshirts. Die NCP ging rasch nach O’Duffys Rückkehr aus dem spanischen Bürgerkrieg und seiner Entscheidung, sich aus der Politik zurückzuziehen, unter.

### Irish Brigade
Aufgrund einer Initiative des Kardinals Joseph MacRory wurde die Irish Brigade durch O’Duffy gegründet. Direkt nach Beginn des Spanischen Bürgerkrieges erfolgte die Anwerbung von Freiwilligen in Irland. Zwischen November 1936 und Januar 1937 wurden rund 700 Freiwillige nach Spanien verschifft. Aufgrund der Androhung der irischen Regierung, den Angehörigen der Brigade die irische Staatsbürgerschaft zu entziehen, wurde die Brigade auf den Befehl Francos im Juni 1937 aufgelöst und wieder nach Irland verschifft.

## Werke
- Crusade in Spain. London 1938